# Top and Bottom Brass
Top and Bottom Brass — студійний альбом американського джазового трубача Кларка Террі, випущений у 1957 році лейблом Riverside Records.

## Опис
На цій маловідомій сесії Кларк Террі грає як флюгельгорніст у незвичному складі з Доном Баттерфілдом на тубі, піаністом Джиммі Джонсом, басистом Семом Джонсом і ударником Артом Тейлором. Баттерфілд звучить часто нарівні соліста як і Кларк Террі. Террі перебуває у чудовій формі, виконуючи блюзи, оригінальні та маловідомі композиції, включаючи цікаві версії «My Heart Belongs to Daddy» і «A Sunday Kind of Love».

## Список композицій
1. «Mili-Terry» (Кларк Террі) — 4:19
2. «The Swinging Chemise» (Дюк Еллінгтон) — 6:58
3. «My Heart Belongs to Daddy» (Коул Портер) — 3:13
4. «Blues for Etta» (Кларк Террі) — 7:22
5. «Top 'n' Bottom» (Кларк Террі) — 4:51
6. «"127"» (Кларк Террі) — 8:06
7. «A Sunday Kind of Love» (Барбара Бель, Аніта Леонард, Луї Пріма, Стен Роудс) — 3:24
8. «Mardi Gras Waltz» (Кларк Террі) — 4:05

## Учасники запису
- Кларк Террі — труба, флюгельгорн
- Дон Баттерфілд — туба
- Джиммі Джонс — фортепіано
- Сем Джонс — контрабас
- Арт Тейлор — ударні

Технічний персонал
- Оррін Кіпньюз — продюсер, текст
- Джек Хіггінс — інженер
- Марвін Сокольскі — фотографія